# جاناتان سادوفسکی
جاناتان سادوفسکی (به انگلیسی: Jonathan Sadowski) بازیگر، آمریکایی است. وی به خاطر بازی در فیلم این دختر همان مرد است، اجناس و جان‌سخت ۴ مشهور شده‌است.